# Новая Тарнавщина
Новая Тарнавщина (укр. Нова Тарнавщина) — село в Прилукском районе Черниговской области Украины. Население — 185 человек. Занимает площадь 1,112 км².
Код КОАТУУ: 7424185502. Почтовый индекс: 17572. Телефонный код: +380 4637.

## География
Расстояние до районного центра:Прилуки : (19 км.). Расстояние до областного центра:Чернигов ( 123 км. ). Расстояние до столицы:Киев ( 116 км. ). Расстояния до аэропортов:Борисполь (90 км.). Ближайшие населенные пункты: Нетяжино и Яблоновское 2 км, Покровка 3 км.

## Власть
Орган местного самоуправления — Нетяжинский сельский совет. Почтовый адрес: 17572, Черниговская обл., Прилукский р-н, с. Нетяжино, ул. Победы, 13.